# Luis Moya Blanco

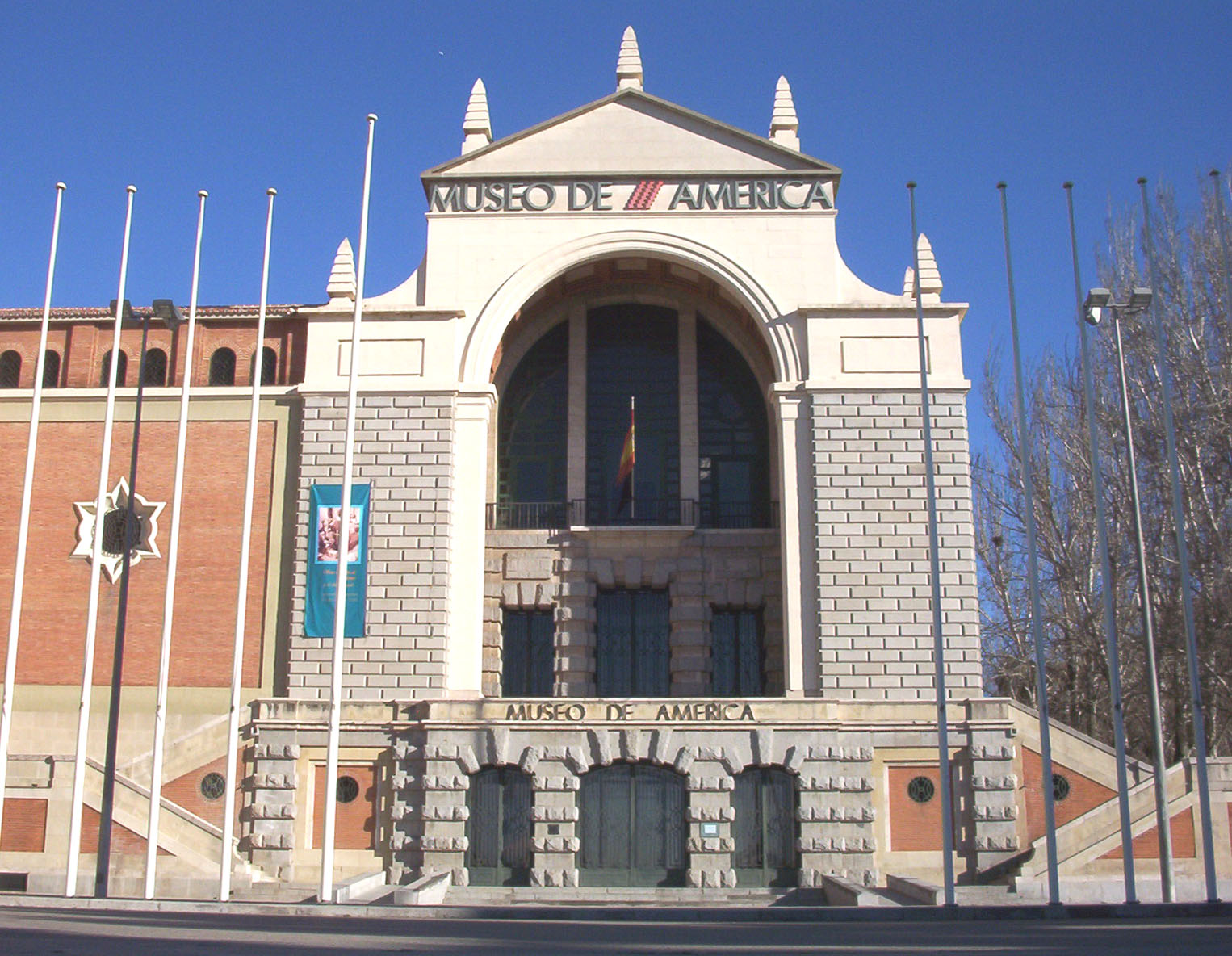
Museo de América en Madrid. Detalle del exterior.

Luis Moya Blanco (Madrid, 10 de junio de 1904-25 de enero de 1990) fue un arquitecto español, académico de la Real Academia de Bellas Artes de San Fernando desde 1953.

## Biografía
Moya Blanco, hijo del famoso ingeniero de caminos Luis Moya Idígoras y sobrino del arquitecto Juan Moya Idígoras, nació y vivió en Madrid, más en concreto en el barrio de Salamanca. Tuvo cuatro hermanos, de los cuales Ramiro también fue arquitecto. Estudió bachillerato en el Colegio Nuestra Señora del Pilar y arquitectura en la Escuela Técnica Superior de Arquitectura de Madrid (ETSAM), obteniendo el título de arquitecto en 1927. 

## Trayectoria

### Docencia
Fue profesor, director y catedrático de la ETSAM y catedrático de universidad de la Escuela de Arquitectura de Navarra, y fue maestro de algunos de los principales arquitectos españoles del siglo XX, entre los que destacan Miguel Fisac y Fernando Higueras.

### Profesión liberal
Moya Blanco trabajó, además de como docente, como profesional arquitecto autor de numerosas obras construidas en Madrid y muchas otras ciudades españolas, tanto de edificios como de planes urbanos y nuevos diseños de áreas urbanas. Fruto de sus investigaciones son muchas de sus publicaciones y escritos. Fue un arquitecto dedicado plenamente a sus obras y proyectos de arquitectura, como demuestra el hecho de que fuera a vivir durante meses junto a la obra de la Universidad Laboral de Gijóncuando se construían los edificios de los laboratorios y la cubierta abovedada de la iglesia.
Se distinguió por su maestría en el uso del ladrillo y por sus arriesgadas cubiertas en las que mostró un variado repertorio formal y un interesante tratamiento del espacio, muchas veces basado en las posibilidades de la bóveda tabicada, técnica sobre la que escribió varios tratados. Autor de múltiples edificios, su Universidad Laboral de Gijón fue una de las principales obras realizadas en España durante la segunda mitad del siglo XX.
Sus proyectos denominados "sueños arquitectónicos" y su participación en algunos de los principales movimientos del arte contemporáneo europeo, entre los que destaca el del grupo surrealista, le convirtieron en referencia obligada para varias generaciones de arquitectos. Fue uno de los arquitectos de mayor cultura de su época. Su resistencia a aceptar el Estilo internacional, mostrando su disconformidad con la desconexión con la historia de la arquitectura llevado a cabo por el Movimiento moderno, hizo que su arquitectura fuera al principio incomprendida, confundiendo algunos autores interesados su posición con posturas políticas inexistentes en su pensamiento, para acabar siendo después su obra una de las más valoradas de la arquitectura española del siglo XX. También puede ser considerado, junto con Sáenz de Oiza, como una de las pocas referencias existentes del surrealismo en la arquitectura.

### Investigador
Su trayectoria profesional como arquitecto del siglo XX sigue su decisión de investigar sobre la “moderna tradición” y aplicar sus investigaciones en sus proyectos y obra construida. Moya Blanco investigó la bóveda tabicada y consiguió gran maestría en su ejecución, utilizándolas con diferentes formas y tamaños, adecuadas a cada proyecto. Son de destacar las aplicaciones de bóvedas tabicadas en las viviendas de Usera, en la iglesia de la Universidad Laboral de Gijón o en una de las salas del Museo de América.
Moya Blanco investigó en la tradición de la construcción arquitectónica y urbana para encontrar soluciones a los retos planteados en el siglo XX. En su línea de investigar lo tradicional para introducir nuevas soluciones en sus obras ejecutadas puede ser asimilado a Frank Lloyd Wright en Estados Unidos, Hassan Fathy en Egipto, Alvar Aalto en Finlandia en obras iniciales como su vivienda de 1938, Villa Mairea en Noormarkku, cuando investigaba con la construcción tradicional con ladrillo. Entre las numerosas propuestas residenciales inspiradas en las construcciones tradicionales construidas por Moya Blanco, en lo que él mismo denominó "moderna tradición", hay que señalar el conjunto urbano de 1942 para la Colonia Tercio y Terol, y las casas abovedadas de 1943 para el barrio de Usera. Algunos autores interpretan sus trabajos, basados en los conocimientos tradicionales, en la valoración desde las nuevas perspectivas de visión ecológica o los Objetivos de Desarrollo Sostenible sobre acceso a la vivienda, a la ciudad y la cultura, desde los recursos locales.
Moya Blanco expuso, en sus muchos artículos sobre vivienda y ciudad,sus ideas sobre política de vivienda pública y las transformaciones sociales que se desarrollaron en paralelo al acceso a la vivienda durante el siglo XX, con dedicación especial a los barrios periféricos de Madrid. Los cargos que asumió, tanto como docente en la ETSAM como en otras instituciones, se basaron en su conocimiento y labor investigadora en arquitectura y urbanismo, conocimientos que enlazan con la aplicación actual de criterios sostenibles.

## Reconocimientos seleccionados
- 1935 Primer premio. Concurso Hogar-Escuela de huérfanos de Correos, en la Ciudad Universitaria de Madrid.[24]
- 1936 Cátedra de Composición en la Escuela Técnica Superior de Arquitectura de Madrid.[3]
- 1953 Académico de la Real Academia de Bellas Artes de San Fernando.[2]
- 1963 a 1966 Director de la Escuela Técnica Superior de Arquitectura de Madrid.[3]

## Obras destacadas
Algunas de sus obras son:

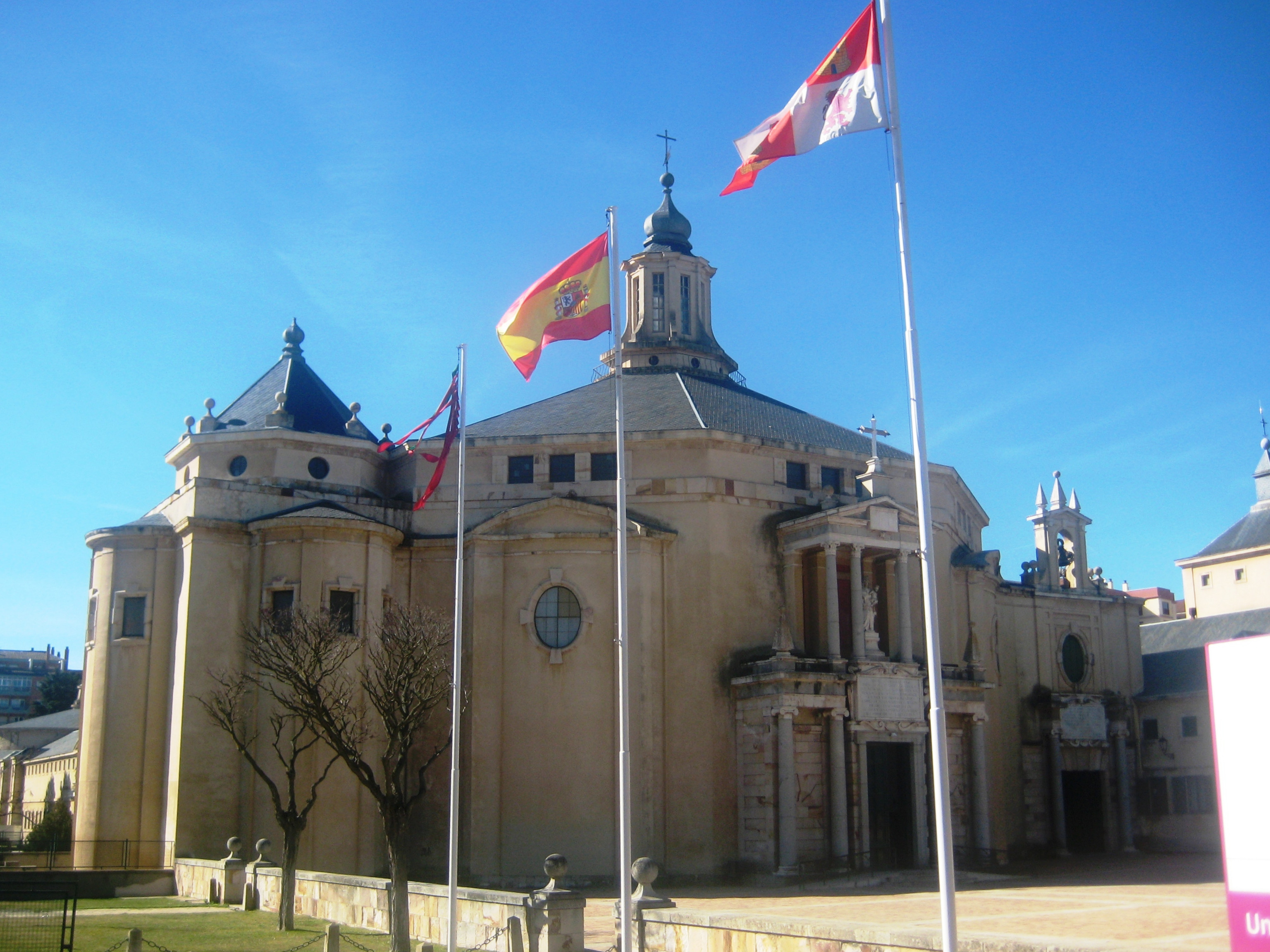
Iglesia de la antigua Universidad Laboral de Zamora (1952).

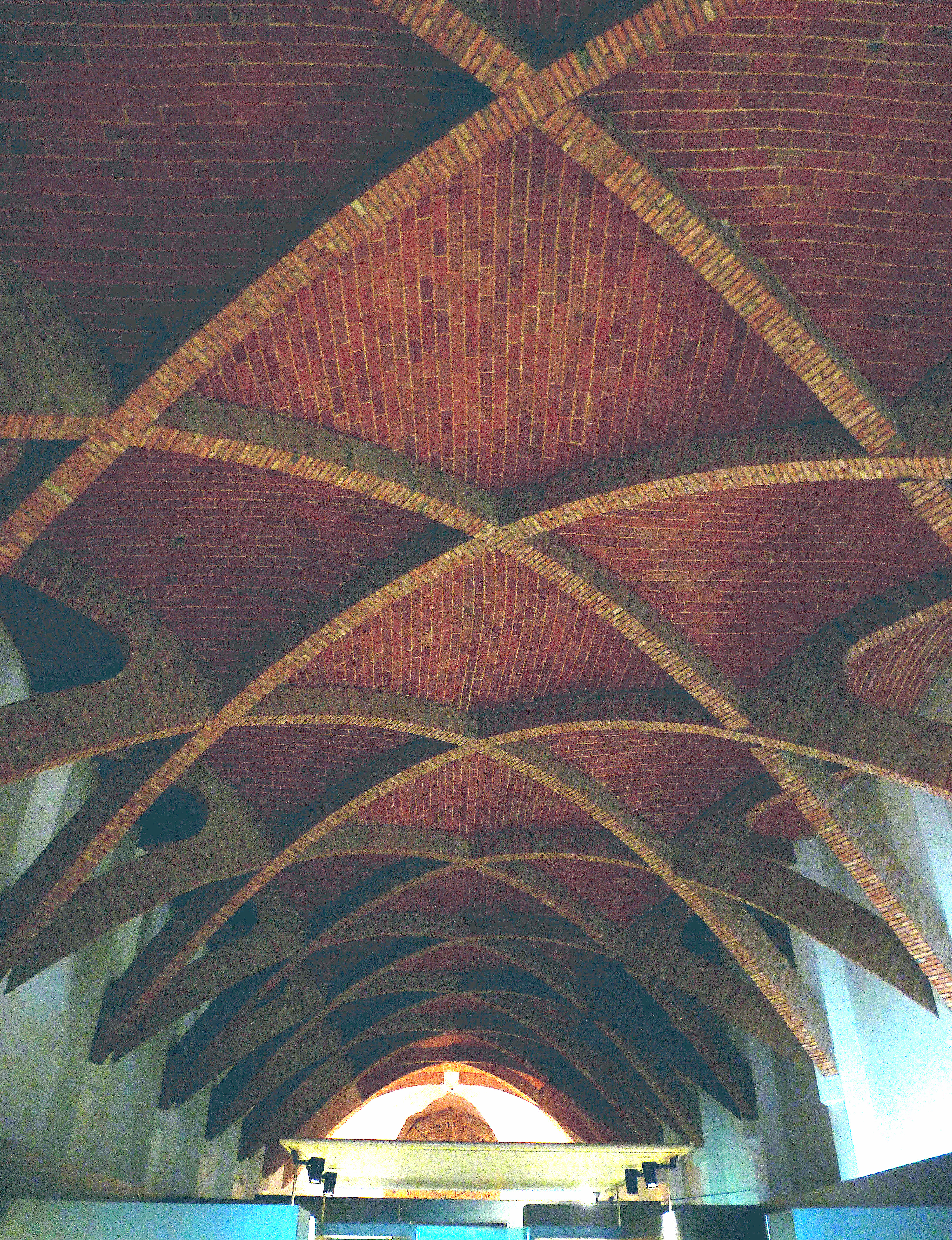
Bóveda tabicada de una de las salas del Museo de América.

- el colegio mayor universitario Guillermo José Chaminade, en la Ciudad Universitaria de Madrid;
- la iglesia del Colegio Santa María del Pilar (marianistas) de Madrid, en la que adoptó el paraboloide hiperbólico como generador de la cubierta y del espacio interior idóneo para la elevación espiritual;
- la Colonia Tercio y Terol (junto con otros);
- la Iglesia de San Agustín, en Madrid;
- la Iglesia de la Asunción, en Manzanares (Ciudad Real) (reconstrucción junto a Enrique Huidobro Pardo);
- la Iglesia de la Virgen Grande, en Torrelavega;
- la Universidad Laboral de Zamora, una de las primeras de las 21 construidas en España, hoy I.E.S. "Universidad Laboral" (1952);
- la Universidad Laboral de Gijón, en Cabueñes (Gijón), fuertemente influida por la anterior (1956);
- el Museo de América, en Madrid, con Luis Martínez-Feduchi.

## Escritos seleccionados

### Artículos investigación de urbanismo
1942 Suburbios de Madrid, Poblados. Barrios del Tercio y Cerro Palomeras.
1943 Casas abovedadas en el barrio de Usera. Construida por la dirección general de arquitectura.
1980 Estudio socio-urbanístico de nueve barrios de promoción oficial de Madrid.
1988 Alrededor de Hipodamo de Mileto. Comentarios sobre la trilogía de Luis Cervera Vera. (págs. 53-90).
1991 Las grandes operaciones urbanísticas. Construcción de importantes equipamientos para el ocio y la cultura de Madrid. (págs. 16-26).
2004 Proyecto Residencial en la Región urbana de Madrid (I): La nueva vivienda pública. El caso de Madrid.
2008 La Ciudad Universitaria de Madrid. Un proyecto de urbanismo de principios del siglo XX contemplado hoy. (págs. 90-101).
2014 Reflexiones sobre aspectos físicos de la Ley 8/2013 de rehabilitación, regeneración y renovación urbanas. (págs. 75-79).

### Artículos investigación de arquitectos
1950 Frank Lloyd Wright, (pág. 103). Revista Nacional de Arquitectura, Colegio Oficial de Arquitectos de Madrid.
1960 Alvar Aalto y nosotros, (págs. 31-38). Revista del Colegio Oficial de Arquitectos de Madrid.
1977 En memoria del Excmo. sr. D. Luis Gutiérrez Soto. (págs. 7-10).
2002 Le Corbusier. Sesión de Crítica de Arquitectura, en colaboración con Miguel Fisac Serna, (págs. 405-406).

### Libros
1993 Bóvedas tabicadas. "La arquitectura cortés y otros escritos".